# مناوشة

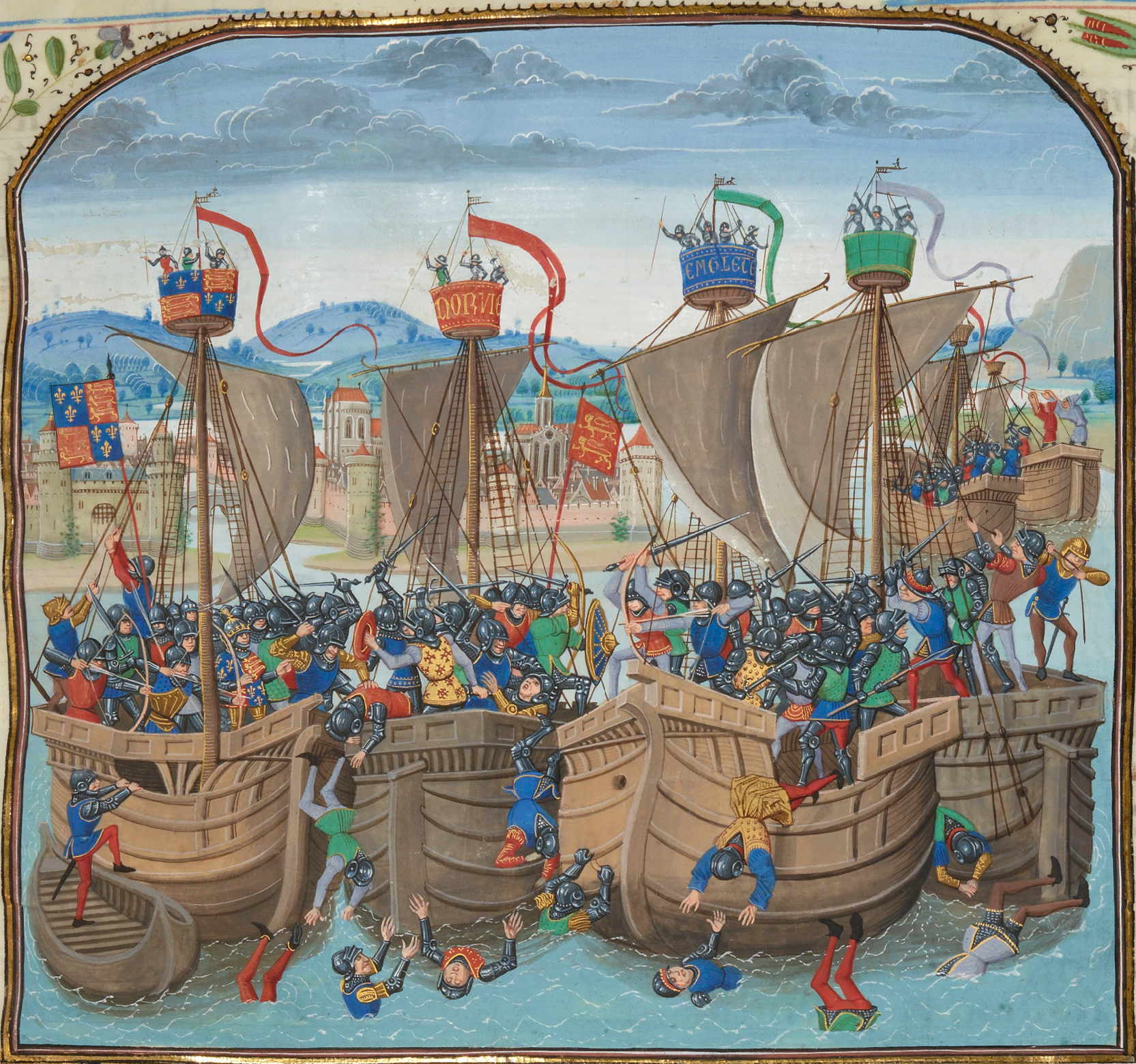
المشاجرة على متن السفن في معركة سلويس 1340 (BNF Fr. 2643 ، القرن الخامس عشر)

معركة Lützen بواسطة Carl Wahlbom تصور المشاجرة التي قتل فيها الملك السويدى Gustavus Adolphus في 6 نوفمبر 1632.

المناوشة (بالفرنسية: Mêlée)‏ أو معركة بيل-ميل تشير بشكل عام إلى القتال غير المنظم غير المنتظم في المعارك التي خاضت من مسافة قريبة بشكل غير طبيعي مع القليل من السيطرة المركزية بمجرد أن تبدأ.
في الترجمة عام 1579 لحياة بلوتارخ من الإغريق والرومان النبلاء، يستخدم السير توماس نورث مصطلح 'pelmel' للإشارة إلى تراجع غير منظم. تم استخدام العبارة لاحقًا في هجائها الحالي في ريتشارد الثالث لشكسبير 1594
العبارة تأتي من التعبير الفرنسي pêle-mêle ، قافية تستند إلى mesler الفرنسي القديم، وتعني الاختلاط 
تم استخدام المصطلح الفرنسي المهاوشة لأول مرة باللغة الإنجليزية في ج. 1640 (مشتق أيضًا من mesler الفرنسي القديم، [بحاجة لمصدر] لكن الجذع الفرنسي القديم ينجو في مزيج ومتوسط).
في الطيران العسكري، تم وصف المهاوشة بأنها 'معركة جوية تتداخل فيها عدة طائرات، سواء الأصدقاء أو العدو، بشكل مربك'. 
وصف اللورد نيلسون تكتيكاته لمعركة ترافلغار بأنها تثير 'معركة بيل' تركز على الاشتباكات بين السفن الفردية حيث تسود الروح المعنوية ومهارة البحرية الملكية.
كان العمل الليلي المدمر للمعركة البحرية الثانية في غوادالكانال في 13 نوفمبر 1942 فوضويًا جدًا، واختلطت السفن المتعارضة جدًا، لدرجة أن ضابطًا في USS Monssen شبهها في وقت لاحق بـ 'مناوشت باروم بعد إطلاق الأضواء' 